# هوهنشتاین (رویتلینگن)
هوهنشتاین (به آلمانی: Hohenstein) یک شهر در آلمان است که در Reutlingen واقع شده‌است.